# Маріта Беме
Марита Беме (нар. 7 травня 1939) — німецька діячка у сфері кінематографу. За її плечима ледь не півстолітня кар'єра та дві дюжини фільмів.

## Біографія
Народилася майбутня актриса напередодні 1 вересня 1939 року – Другої Світової війни. Пережила всі шість років бідства. Після того, як Німеччина стала на ноги, почала шлях у мистецтві – перша картина виходить у 1962 році, коли Мариті дівчині було трохи за давно двадцять років. Наша героїня обрала НДР, і не прогадала – за чотири десятиліття Марита Беме непохитно тримала позначку принцеси, а після об'єднання Східної та Західної Німеччини та перешагування власного 50-літнього рубежу – і королеви краси.

## Фільмографія
1. 1962 — «Два кроки до помилки»;
2. 1962 — «...І твоя любов також»;
3. 1962 — «Мінна фон Барнхельм, або щастя солдата»;
4. 1962 — «На сонячному боці»;
5. 1962 — «Убивство без покарання»;
6. 1962 — «Хроніка одного літа»;
7. 1963 — «Карбід та щавель»;
8. 1964 — «Герой резерва»;
9. 1965 — «Дружина Лота»;
10. 1966 — «Втеча у безмолв'я»;
11. 1968 — «Шайка Домінаса»;
12. 1969 — «Пан, який зветься Ніхто»;
13. 1971 — «Пропозиція від Скенектаді»;
14. 1972 — «Маленький командир»;
15. 1972 — «Чоловік, що прийшов після бабусі»;
16. 1974 — «Віза на Окантрос»;
17. 1976 — «Бетховен: дні життя»;
18. 1978 — «Телефон поліції 110»;
19. 1978 — «Притулок»;
20. 1981 — «Аста, моє янголятко»;
21. 1985 — «Від сьогодні – дорослий»;
22. 1987 — «Залізний Ганс»;
23. 1990 — «Коли ти виростеш, дорогий Адам»;
24. 1992-2006 — «Закон Вольфа»;
25. 2005 — «Відверто кажучи».